# 6372 Walker
A 6372 Walker (ideiglenes jelöléssel 1985 JW1) a Naprendszer kisbolygóövében található aszteroida. Carolyn Shoemaker és Eugene Merle Shoemaker fedezte fel 1985. május 13-án.